# Hüttisheim
Hüttisheim è un comune tedesco di 1 370 abitanti, situato nel land del Baden-Württemberg.